# Etchohuaquila
Etchohuaquila ist ein kleines Dorf im Municipio Navojoa, im mexikanischen Bundesstaat Sonora. Es liegt etwa 25 km südöstlich von Ciudad Obregón. Einer der bekanntesten Einwohner des Dorfes war der  Baseballspieler Fernando Valenzuela (1960–2024). Haupteinnahmequelle der Einwohner der Region ist die Landwirtschaft.
Das Dorf hat 738 Einwohner (Stand 2010) und liegt auf einer Höhe von 70 m.